# Pascal Bentoiu

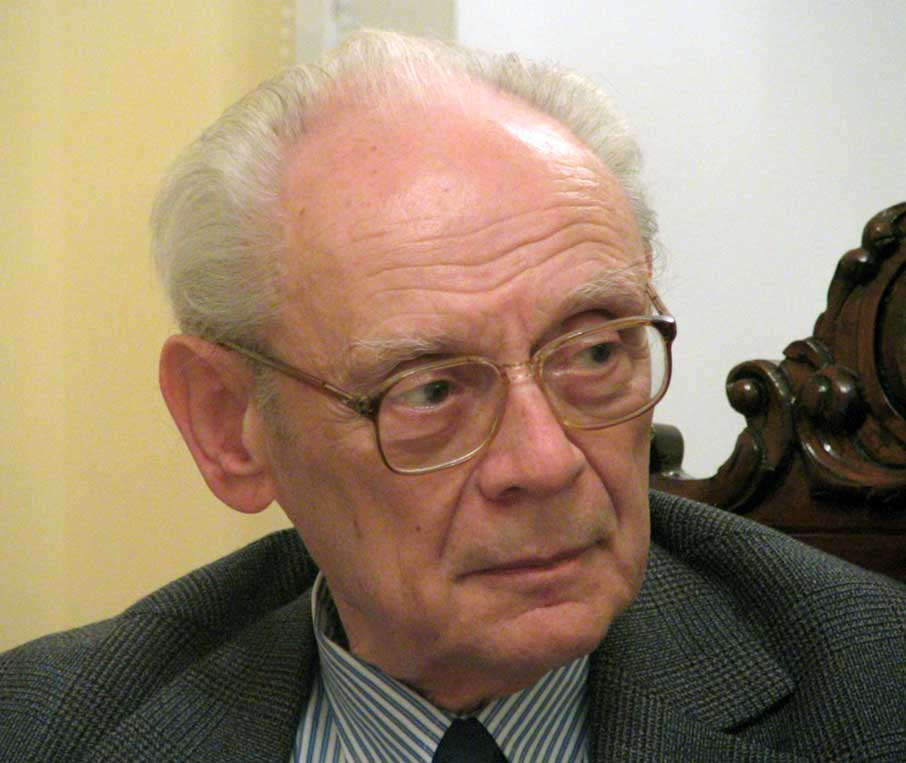
Pascal Bentoiu

Pascal Bentoiu (* 22. April 1927 in Bukarest; † 21. Februar 2016 ebenda) war ein rumänischer Komponist. 

## Biografie
Bentoiu studierte am Konservatorium in Bukarest bei Mihail Jora Komposition, betrieb 1953/56 folkloristische Studien und widmete sich anschließend ausschließlich der Komposition. Er schrieb Orchestermusik, Kammermusik, Opern, Klaviermusik und Lieder. 
Pascal Bentoiu war außerdem Musikwissenschaftler, der sich intensiv mit dem Leben und Werk von George Enescu beschäftigte und ein Standardwerk über den Komponisten herausgab.
Nach dem Sturz des Regimes in Rumänien wurde er 1990 der erste Präsident des rumänischen Komponistenverbandes. Er wurde mit zahlreichen Preisen ausgezeichnet.

## Werke
- Amorul doctor (Die Liebe als Arzt), Opera buffa frei nach Molière in einem Akt, op. 15 (1966)
- Jertfirea Ifigeniei (Iphigenies Opfer), Rundfunkoper frei nach Euripides, op. 17 (1968)
- Hamlet (frei nach Shakespeare), Oper, op. 18 (1974)
- 8 Symphonien (1965 bis 1987)
- Konzert für Violine und Orchester, op. 9 (1958)

## Auszeichnungen
- Staatspreis 1964
- Internationaler Preis des RAI in Rom 1968
- Order of Cultural Merit 3. Klasse 1969 und 1971
- Guido Valcarenghi Preis in Rom 1970
- Preis der Rumänischen Akademie 1974
- Großoffizier des Sterns von Rumänien 2007